# 奧斯本鎮區 (明尼蘇達州派普斯通縣)
奧斯本鎮區（英語：Osborne Township）是位於美國明尼蘇達州派普斯通縣的一個行政鎮區。

## 歷史
奧斯本鎮區於1879年設立，得名自首位定居者的堂兄弟J. C. Osborne（J. C. Osborne）。

## 地方資料
奧斯本鎮區的面積為90.31平方千米，當中陸地面積為90.03平方千米，而水域面積為0.28平方千米。根據2020年美國人口普查的數據，當地共有人口301人，而人口密度為每平方千米3.33人。